# Bernard I. (Comminges)
Bernard I. (* vor 1105; † gefallen zwischen 1145 und 1150) war seit etwa 1105 Graf von Comminges. Er war der einzige Sohn seines Vorgängers Graf Roger III. und dessen unbekannter Frau.
Bernard stand zeit seines Lebens im Konflikt mit dem Bischof von Couserans um die Herrschaft über das Territorium dessen gleichnamiger Diözese. Dabei ließ Bernard um 1120 Saint-Lizier niederbrennen und nahm Bischof Pierre I. gefangen, die Bevölkerung der Stadt siedelte er nach Saint-Girons um. Nachdem Bernard den Bischof nach einigen Jahren wieder freiließ, begann der Krieg von neuem. Dabei wurde Bernard bei einem Kampf bei Saint-Gaudens mit den Männern des Bischofs schwer verletzt. Bevor er starb, soll er von Reue überfallen, dem Bischof geraubtes Kirchengut zurückerstattet und die Bevölkerung des Couserans für entstandenen Schaden entschädigt haben.
Er wurde in der Abtei von Bonnefont bestattet.
Bernard I. nahm 1118 an der Reconquista des Königs Alfons I. von Aragon gegen die Mauren in Spanien teil, die mit der Eroberung von Saragossa (8. Dezember 1118), Tudela (Februar 1119) und anderen Städten sehr erfolgreich war. Ebenfalls in Spanien zugegen war er 1135 bei der Kaiserkrönung des Königs Alfons VII. von Kastilien am 26. Mai in León.

## Ehe und Nachkommen
Graf Bernard I. war verheiratet mit Diaz, der Erbtochter des Herren Gottfried von Samatan und Muret. Beider Kinder waren:
- Bernard II. († vor 1153), Nachfolger als Graf von Comminges
- Dodon († nach 1176), Herr von Samatan, folgte als Bernard III. seinem Bruder in Comminges nach
- Guido, Vizegraf von Aure
- Arnaud II. Roger, von 1153 bis 1176 Bischof von Comminges
- Bernarde, verheiratet seit dem 26. April 1139 mit Roger I. Trencavel, Vizegraf von Carcassonne
- Fortanier